# مالانغ (أغنية)
مالانغ (بالإنجليزية: Malang) (بالعربية: الحب المتشرد) هي الأغنية المنفردة الثانية التي تم إصدارها من الفيلم الهندي دووم 3 لعام 2013، والذي قام ببطولته عامر خان، كاترينا كايف، أبهيشيك باتشان وأوداي تشوبرا، وأخرجه فيجاي كريشنا آشاريا. تم تأليف الأغنية بواسطة بريتام، وقد قام بريتام بتأليف الأغنية للفيلمين السابقين من سلسلة الأفلام، مع كلمات من تأليف سمير أنجان. تم غنائها من قبل سيدهارث ماهاديفان وشيلبا راو وتم تمثيلها في الفيلم من قبل خان وكيف. يتم تقديم أداء الأغنية كجزء من عرض مسرحي. تم إصدار مالانغ على منصة الموسيقى الرقمية آي تيونز في 2 ديسمبر 2013.  وصف الشاعر الغنائي سمير أنجان الأغنية بأنها " أغنية حب صوفية جميلة ونقية ورائعة". 

## إنتاج
يقال إن إنتاج الأغنية كلف  (50٬000٬000 دولار أمريكي) مما يجعلها ثاني أغلى فيديو موسيقي هندي على الإطلاق. وقد شارك في العمل 200 من البهلوانات المحترفين الذين تم نقلهم جواً من الولايات المتحدة لأداء الأغنية. استغرق التصوير عشرين يومًا، واستخدمت مجموعة في استوديوهات ريلاينس استغرق بناؤها شهرين. تم تعيين فناني السيرك دو سوليه لتدريب الممثلين على الأداء البهلواني لبضعة أسابيع قبل التصوير، والذي تم بدون استخدام شبكات الأمان أو الحزام.
تطلبت رقصات الفيلم من الممثل عامر خان الدوران حوالي 60 مرة في الدقيقة على ارتفاع 80 قدمًا. نتيجة لذلك، عانى خان من الغثيان أثناء التصوير واضطر إلى تناول أدوية لمكافحة هذا الإحساس. قام فنان الرش آدم تينينباوم المقيم في لوس أنجلوس بتطبيق طلاء الجسم المعقد الذي يشبه الوشم الذي صممه خان في جلسة التصوير. تم تصميم رقصات دور كاترينا كايف بواسطة شامبا جوبيكريشنا؛ واستغرق تصوير مشاهدها 11 يومًا.

## قائمة المسار
- التنزيل الرقمي [24]

### النسخة الهندية
1. "مالانغ" (Malang) - 4:36

### النسخة التاميلية
1. "مايانجا" (Mayanga) – 4:33 [25]

### النسخة التيلجو
1. "تارانج" (Tarang) – 4:33 [26]